# Сімейний марафон
«Сімейний марафон» — анімаційний фільм 1981 року Творчого об'єднання художньої мультиплікації студії Київнаукфільм, режисер — Володимир Дахно.

## Сюжет
Чоловік готується до марафону, відпочиває, а тим часом дружина готує їсти, годує дітей і чоловіка, прибирає і так далі. Під час змагань саме вона видає дивовижні результати швидкості й винахідливості, супроводжуючий та рятуючи чоловіка на всіх етапах. Виявилося, що не дивлячись на кремезний зріст, він безпорадна дитина, яка без допомоги не може добігти марафон, та в результаті слава й визнання дістаються саме йому. 

Володимир Дахно працював над цим фільмом з майстром графічного гротеску художником Радною Сахалтуєвим. Соціальний профеміністичний зміст загорнений в іронічну, дещо психоделічну форму.

## Над мультфільмом працювали
- Автори сценарію: П. Висоцький, Г. Костовецький, О. Попов
- Режисер: Володимир Дахно
- Художник-постановник: Радна Сахалтуєв
- Композитор: Ігор Поклад
- Оператор: Анатолій Гаврилов
- Звукооператор: Віктор Груздєв
- Редактор: В. Гайдай
- Художники-мультиплікатори: Олександр Вікен, Олександр Лавров, Ніна Чурилова, Я. Селезньова
- Директор картини: Іван Мазепа